# Jules Fossy
Jules Fossy est un musicien et compositeur français né le 5 juillet 1879 à Saint-Denis (La Réunion) et mort le 13 novembre 1966 à Saint-Pierre (La Réunion). Collaborateur de Georges Fourcade, il composa la musique de l'air P'tite fleur aimée, parmi les plus connus de la musique réunionnaise.

## Biographie
La vie de Jules Fossy nous est connue par une autobiographie qu'il écrivit en 1948, et dans laquelle il déclare que sa seule passion est la musique, « détestant le politique ». Selon lui, il fut initié à cet art par un frère du nom d'Isaïe, qui le lui enseigna de 1895 à 1897. Ce fut apparemment un succès car le jeune élève obtint à dix-huit ans le Prix d'excellence de musique à l'école libre de Saint-Denis, le chef-lieu de la colonie.
Durant son service militaire, qu'il effectua à Diégo-Suarez, à Madagascar, Jules Fossy fut chef de musique. Aussi, lorsqu'il revint, en 1904, il fut appelé pour prendre part aux orchestres de troupes de théâtre, ce qui l'amena ensuite, dès 1911, à jouer durant les séances du cinéma muet, lequel venait de faire son apparition sur l'île. Il interprétait des airs différents selon les séquences, en vue d'accroître l'émotion des spectateurs : les scènes d'amour s'accompagnaient de valses, les poursuites de polkas et les bagarres de séga.
Selon Christophe David et Bernadette Ladauge, auteurs d'un ouvrage sur la musique réunionnaise du XXe siècle, Jules Fossy participa ensuite à la Première Guerre mondiale et en revint en 1919. Alors que l'île est ravagée par la grippe espagnole, il fut appelé à faire partie de la Société philharmonique en tant que clarinettiste, sous la direction de M. Jacob de Cordemoy. Il devient ensuite, à compter de 1925, sous le majorat de Jean Chatel, le chef de la fanfare municipale de Saint-Denis. À la fois clarinettiste, violoniste, saxophoniste et bassoniste, aussi passionné par le classique que par le séga, il anima les grandes réceptions et les bals populaires de la municipalité pendant de nombreuses années, conservant son poste jusqu'en 1940, quand il fut mis en retraite. 
Entretemps, Jules Fossy avait fondé sa propre formation musicale, Le Groupement Créole. En outre, il était par ailleurs devenu, dans les années 1920, le collaborateur de Georges Fourcade, artiste qu'il décrivit dans son autobiographie comme un « homme talentueux [ayant] le don rare de chanter admirablement, s'accompagnant de sa précieuse et inséparable guitare ». Ils créèrent ensemble la chansonnette P'tite fleur aimée, Fossy écrivant la musique et Fourcade se chargeant des paroles. Elle devint l'un des airs les plus connus de la musique réunionnaise, si ce n'est le plus connu.